# Брухгаузен (Зандгаузен)
Брухгаузен — село в громаді Зандгаузен у федеральній землі Баден-Вюртемберг в Німеччині. Спочатку село було власністю цистерціанського монастиря в Шенау, з часів Реформації до включення до складу муніципалітету Зандхаузен садиби. Про значущість і процвітання колишніх власників свідчать старовинні цегляні дворові будівлі та огороджувальна стіна заввишки до плечей, в якій збереглися дві оборонні вежі. Сьогодні Брухгаузен зберігає свою сільськогосподарську орієнтацію, серед іншого тут вирощують тютюн.

## Географія
Село Брухгаузен знаходиться на захід від Зандгаузена, на іншому боці струмку Ляймбах. У центрі села знаходиться комплекс будівель у стилі бароко, тепер розділений між кількома садибами. Є також сучасні житлові будинки та сараї. Повз Брухгаузен проходить державна дорога L 600, яка з'єднує Ляймен і Зандгаузен зі Шветцингеном.

## Економіка
Цистерціанці спочатку вирощували спельту, починаючи з 18 століття тютюн, а з 19 століття - цукровий буряк. Сільське господарство і тепер залишається основою економіки Брухгаузена.